# Hogland
För andra betydelser, se Hogland (olika betydelser).
Hogland (tidigare även Högland; finska: Suursaari; estniska: Suursaar; tyska: Hochland; ryska: Гогланд, Gogland) är en rysk ö i centrala Finska viken. Ön tillhörde Kymmene härad i Viborgs län i Finland före andra världskriget, och intill 1809 Sverige.
Hogland ligger på 27° ostlig längd, mellan 60° 00' 39" N och 60° 06' 18" N, cirka 40 km söder om det finländska fastlandet och 55 km norr om Estland. Ön hör till det ryska länet Leningrad oblast och ingår i distriktet Kingiseppskij. Hogland är cirka 11 km lång och 1,5 – 3 km bred (den är smalast i norra änden). Ön består mest av kala klippor och gles barrskog. Landytan uppgår till ungefär 21 km² och cirka 14 hektar vatten som är fördelat på fyra sjöar. De fyra pucklarna, Pohjoiskorkia (På svenska ungefär "Nordhöjden"), 113 m, Mäkiinpäällys ("Uppe på backen"), 126 m, Haukkavuori ("Hökberget"), 142 m och Lounatkorkia ("Sydvästhöjden"), 176 m syns långt ut till havs.
På Mäkiinpäällys finns de två ryska triangelpunkterna, "Mäki-päälys", 60° 04' 27" N, 26° 58' 11" E och "Hogland, Z", 60° 05' 07" N, 26° 57' 40" E, som fungerar som knutpunkter mellan den norra och södra triangelkedjan som tillsammans bildar världsarvet Struves meridianbåge.

## Natur

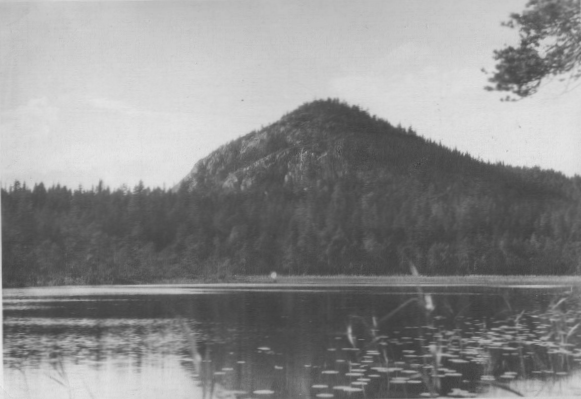
Haukkavuori sett över sjön Liivalahdenjärvi 1936.

Ön består mest av urberg som är överväxt med ett glest bestånd av martallar. På lägre nivåer finns barrskog av taigatyp. Utöver barrskogen finns några lövträd på mer låglänta områden, främst rönn, klibbal och sälg, men också en del björk och några enstaka exemplar av hägg, asp och ask i den södra änden av ön. En del växter är så kallade "skeppsbrutna" och skulle egentligen höra till en annan växtzon, men har blivit kvar då klimatet förändrats. Som exempel kan nämnas odört (Conium maculata). Landdäggdjuren har enbart representerats av smågnagare och fladdermöss under överskådlig tid. Sannolikt har det även tidigare förekommit både räv och hare, då dessa lätt rörde sig över isarna som under svåra vintrar kunde lägga sig ända till den finländska kusten. I och med att vintersjöfarten tilltog på 1900-talet har dock dessa vandringar försvårats. Sjöfågel finns i rikliga mängder kring ön, och av några lokala ortnamn att döma har flera större rovfågelarter tidigare förekommit på ön. På de låga holmarna som finns i närheten har det funnits stora mängder med gråsäl och vikare.
Berggrunden i öster och de högre kullarna består av kvartsporfyr och berggrunden i väster av gnejs och skiffer. I det övriga berget går breda, ljusare stråk av granit. I dalarna mellan kullarna finns morän och åtskilliga så kallade djävulsåkrar, det vill säga stora områden med bara sten. Det finns några sandstränder på den östra sidan av ön.
Ända sedan början av 1990-talet har det funnit planer hos förvaltningen i Leningradregionen att de forna finländska utöarna Tyterskären och Seitskär och en del mindre öar ska ingå i ett naturreservat som kallas Ingermanlandskij zapovednik. Dessa planer har dock inte förverkligats - kanske av ekonomiska och militärstrategiska orsaker. Olyckligtvis är inte Lövskär, som många menar också hyser stora naturvärden i området, inlemmad i det planerade naturreservatet, och Hogland förekommer bara tidvis i diskussionen.

## Historia

### Förhistoria

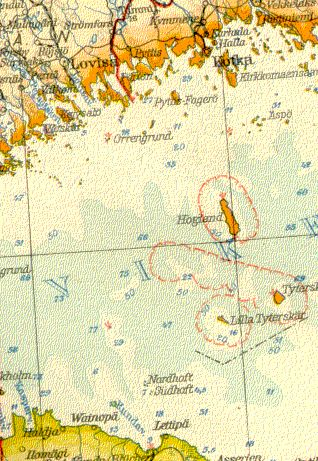
Hogland ligger ganska precis mitt i Finska viken

Hoglands klippor reser sig så högt att de måste ha stuckit upp ur den Baltiska issjön redan då den sista inlandsisen i området drog sig tillbaka för cirka 10 000 år sedan. De högst belägna forna strandvallarna finns på 86 meters höjd över den nuvarande havsytan. Det finns mycket få egentliga fornminnen. Två eller tre stenrösen anses vara bronsåldersgravar och en antydning till en hällristning finns vid Kumpelkallio. Omgivningens rika fiskevatten och sälgrund har med säkerhet utnyttjats av tillfälliga besökare sedan forntiden och några mindre grottor kring Haukkavuori kan ha hyst dessa tidiga besökare. Detta återstår dock ännu att bekräfta med arkeologiska undersökningar. En del av stenhögarna längs stränderna kan tolkas som rester av tidiga fångsthägn.

### Historisk tid
De tidigaste skriftliga källorna gällande fast bosättning uppträder på 1400-talet då Hoglands fiskare redovisade skatt till Viborgs församling. Från 1600-talet finns ett fåtal mantalslängder där det framgår att några hundra personer varit fast bosatta på ön och att de alla var finskspråkiga. Etymologer anser att dialekten som talades på ön på 1800-talet tyder på att befolkningen härstammade från området kring Veckelax på det finländska fastlandet. Ön lydde först som "utö" under Viborg, men år 1838 blev Hogland, tillsammans med ön Tyterskär, som ligger knappa 20 km åt syd-sydost, en egen församling. Denna räknade då totalt ungefär ett tusental själar. 1899 blev både Tyterskär och Hogland separata församlingar. Folkmängden på Hogland hölls fram till evakueringen tämligen konstant omkring 800.

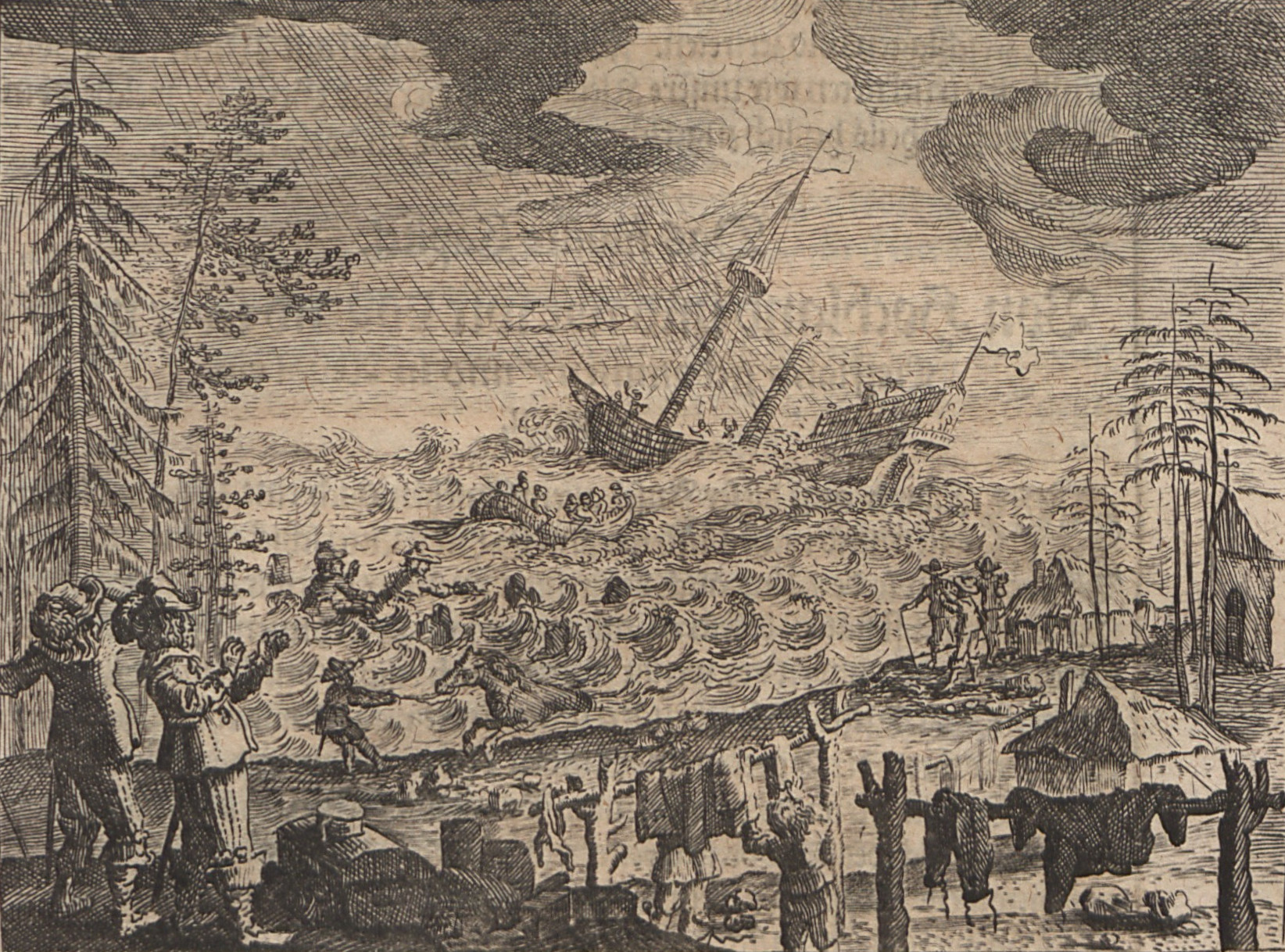
Illustration i Olearius reseskildring föreställande skeppsbrottet vid Hogland

Den tyske diplomaten och författaren Adam Olearius blev strandsatt på Hogland efter ett skeppsbrott i november 1635. Han skrev därefter ett poem som dryper av förfäran över denna kalla, mörka och stormiga ö och dess invånare som levde i yttersta fattigdom.
Öborna har alltid fört en tämligen isolerad tillvaro, utom då och då, när historiens vingslag har nuddat vid ön. Under det svensk-ryska kriget år 1788 stod vattnet mellan ön och det finländska fastlandet som skådeplats för ett större sjöslag, som kallas slaget vid Hogland. En flotta på 15 svenska fartyg var den 17 juli 1788 på väg för att anfalla Sankt Petersburg men mötte en eskader på 17 fartyg från ryska flottan vid Hogland. Efter en hel dag av utväxling av kanoneld hade enligt tillgängliga källor inga fartyg sänkts, men vardera sidan hade lyckats uppbringa ett av den andra sidans fartyg. Bägge parter proklamerade att de hade vunnit slaget. Anfallet österut omintetgjordes dock för den gången.
Även om inget fartyg sjönk uppstod det ändå åtskilligt med vrakgods. Öborna drog nytta av detta och fick genom insamling av vrakgods tillskott till sin magra utkomst. Vrakgods var en påtaglig tillgång även om det inte i historisk tid finns belägg för att de med avsikt skulle ha lurat fartyg på grund.
År 1899 sändes från Hogland vad som anses vara den tredje officiella trådlösa radioöverföringen i världen, när den ryske fysikern Aleksandr Popov sände en signal som mottogs på flottbasen Kronstadt, 160 km därifrån. Tidpunkten och detaljerna i denna händelse varierar dock något i olika källor.

### Världskrigen
Den svenska kronan gjorde först anspråk på ön och den förblev en del av kungadömet fram till 1721. Ryska trupper hade erövrat ön under den stora ofreden och ön tillföll Ryssland efter freden i Nystad 1721. 1811, ett år efter att den östra rikshalvan separerats från det svenska riket och införlivats med Ryssland, överfördes ön åter till Viborgs län i storfurstendömet Finland. Finland utropade sin självständighet år 1917 och vid freden i Dorpat 1920 ingicks ett fredsfördrag mellan Finland och Sovjetryssland. Här fastställdes det nya Finlands gränser och länderna kom överens att Hogland skulle höra till Finland, med reservation att ön demilitariserades.

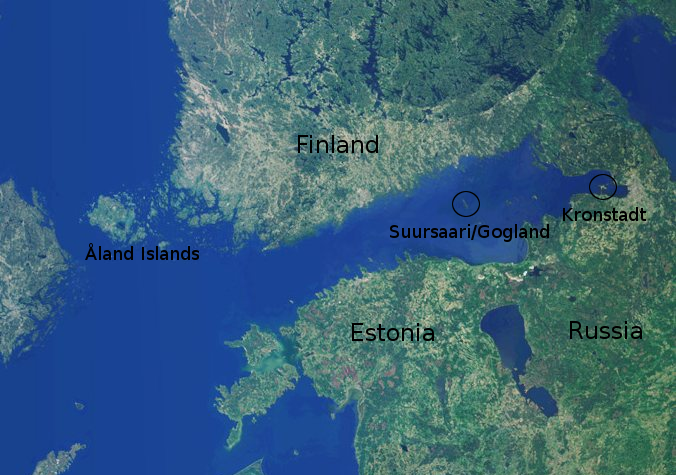
Hogland har ett strategiskt läge.

När det andra världskriget hotande började torna upp sig i fjärran år 1938 sände Sovjetunionen flera noter till Finland, där de bland annat krävde att få tillgång till Hogland. I oktober 1939, då vinterkriget var omedelbart överhängande, evakuerades hela befolkningen mer eller mindre hals över huvud. Bland annat kom inte ett enda exemplar av öns speciella stora lurviga hundras, som framavlats särskilt för sälfångst, med till fastlandet.
Den 1 december 1939 anföll sovjetiskt flyg ön och den lilla vaktstyrka på några tiotal man som fanns kvar fann det för gott att följa invånarnas exempel. Samma kväll landsteg sovjetiska trupper och under ett massivt bombardemang och kanoneld från den sovjetiska östersjöflottans enheter intogs den tomma ön den 3 december 1939. Vid moskvafreden 1940 kom Hogland att tillhöra Sovjetunionen. De sovjetiska trupperna drog sig dock tillbaka av någon anledning i december 1941 och finska styrkor tog då tillfället i akt och återtog ön. Under några månader hölls de kvar men när ett par hundra man sovjetiska soldater anföll ön i januari tvingades de finska styrkorna att retirera.
Den största gruppen offer kom tragiskt nog att bli de sex fiskare som hade återvänt till sina hem i Suurkylä. Därefter följde en tid då sovjetiska flottenheter använde Hogland som bas och ställde till med stort förtret längs den finländska kusten. I februari 1942 beslöt den finska krigsledningen att de skulle återerövra ön med en betryggande styrka. Den finländska styrkan marscherade över isen i mars och med hjälp av understöd från flera artillerikompanier etablerade den sig efter två dagars strider på ön som nu kom att hållas fram tills krigsslutet. Under dessa år miste Hogland sin jungfruliga karaktär då kanonlavetter göts i strandklipporna och bergrum sprängdes för förråds- och skyddsutrymmen - det var inte längre tal om någon demilitarisering.
Hogland skulle ytterligare en gång tvingas stå som slagfält innan världsbranden var över; efter vapenstilleståndet mellan Finland och Sovjetunionen i september 1944 bestämde sig den tyska styrkan i Reval (numera Tallinn) att verkställa en tidigare uppgjord "plan B", med kodnamnet Tanne Ost. Den innebar bland annat att Hogland skulle besättas. På morgonnatten den 15 september 1944 uppenbarade sig en tysk styrka med ett tiotal fartyg vid Suurkylä. En diskussion torde ha utspelat sig mellan den finska och den tyska befälhavaren, där den tyska hoppades på ett fredligt övertagande. Då den finska inte gick med på det, utbröt en skottväxling som sent samma kväll slutade med att den tyska styrkan gav sig efter att ha förlorat många fartyg och hundratals män i drunknade och stupade. 1 231 tyska krigsfångar från slaget överlämnades enligt fredsfördraget efter fredsslutet i Paris till Sovjet för vidarebefordran till läger i Sibirien. Endast ett fåtal torde ha lyckats återvända hem från dessa läger. I freden tvingades Finland också slutligen avstå från Hogland.

### Modern tid
Sedan andra världskriget har Hogland varit förbjudet område för utlänningar. Besökare på ön har omvittnat att den mesta bebyggelsen är förfallen och att det endast bor ett tiotal personer på ön: fyrvaktare, meteorologer och gränsbevakare. Det gamla kasinot från 1930-talet står kvar men är förfallet och har tidigare använts som barndaghem, vilket kan tyda på att befolkningen tidigare varit större.
Inför det finska presidentvalet 1994 hävdade socialdemokraten Kalevi Sorsa att Ryssland borde återlämna Hogland, Tyterskär och Lövskär.. Olika rederier har visat intresse för att göra Hogland till en mellanhamn för kryssningsfartyg mellan Finland och Estland för att på så vis kunna erbjuda taxfree-varor. Under augusti 2019 rapporterades att Ryssland byggt en ny militärbas på ön. Den innehåller flera helikopterplattor och tankstation för helikoptrar.

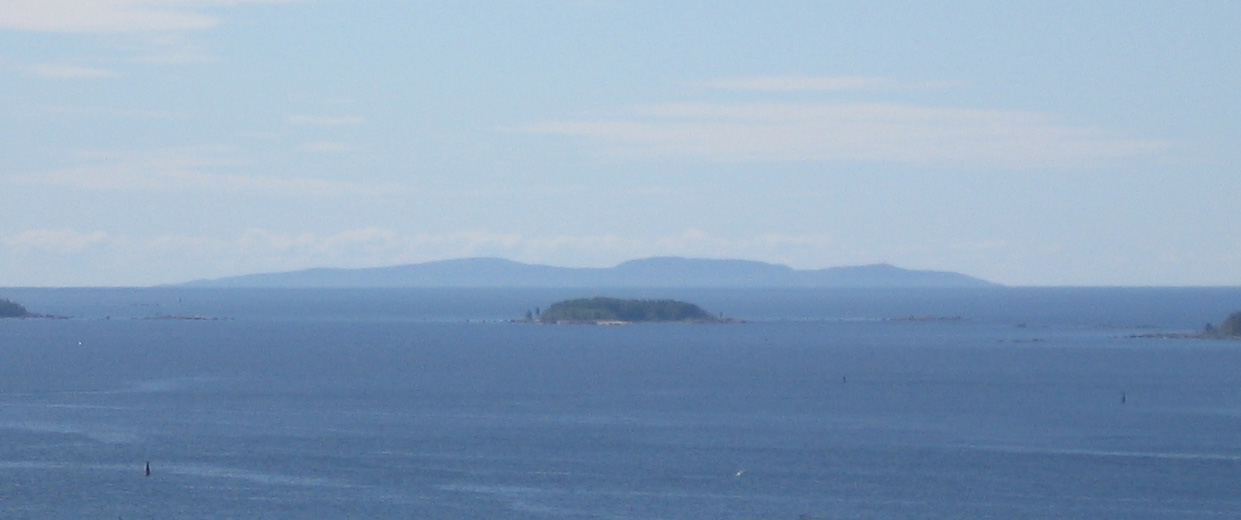
Hogland, sett från Haukkavuori utkikstorn i Kotka.

## Bebyggelse
På Hogland fanns två byar, Suurkylä ("Storbyn") och Kiiskinkylä ("Gersbyn"), fast skillnaden i storlek var obetydlig. (1939 noterades 78 hus i Suurkylä och 62 i Kiiskinkylä.) Suurkylä hade dock en något bättre hamn som även skyddades av en vågbrytare sedan år 1900. Denna by kom därför mera i kontakt med yttervärlden. I Suurkylä bodde länsmannen och prästen (i en prästgård uppförd 1841 för den förste egna kyrkoherden Carl Hellén). Husen stod tätt och var mycket anspråkslösa, dels beroende på de blygsamma resurserna, dels på grund av bristen på trä. Största delen av öns skog hade förstörts i en kraftig storm 1824 och öborna var därför tvungna att förlita sig antingen till drivved eller till timmer som hämtades från fastlandet.
Kyrkan byggdes år 1768 i stock, med en skild klockstapel. Enligt sägen (och att döma av namnet Kappelniemi ("kapelludden") och en gammal stenfot på udden bredvid byn) hade det länge innan detta funnits en tidigare kyrka. 1892 revs klockstapeln som hade hunnit bli ganska skranglig och en ny uppfördes efter ritningar av arkitekten Vilho Penttilä, som var född på ön. En lanthandel öppnades år 1859 och folkskolor byggdes 1885 både i Suurkylä och 1892 i Kiiskinkylä. (Innan dess hade skolgång skötts med så kallade husförhör.) Vardera skolan hade mellan 30 och 50 elever, varierande från år till år.
Affären upphörde 1891, förmodligen på grund av innehavarens (Eerik Tommola) höga ålder. Andelshandel (kooperativ) grundades i Suurkylä 1906 och denna hade bodar i båda byarna fram tills att Kiiskinkylä fick sin egen andelshandel år 1917. Transporter mellan byarna skedde mest sjövägen och på hela ön fanns bara en eller två hästar och tidvis inga alls. Efter mycket diskuterande byggdes ändå en enkel grusväg de 5,8 km mellan byarna 1934. Troligen var aldrig några bilar registrerade på ön, men källorna antyder att där skulle ha funnits någon enstaka i slutet av den finländska tiden.

### Fyrar
I dåligt väder utgjorde de klippiga kusterna och grunden omkring ön stora faror för sjöfarare. Tidigt på 1700-talet noteras det att öborna brukade tända signaleldar på de höga bergen, troligtvis kombinerat med något slag av båk. År 1807 byggdes en ljusanordning på den nordligaste udden, Pohjoisrivi. Det var en oljelanterna på en tre meter hög stenfot. År 1861 förbättrades den något och fick en bättre lanterna som syntes elva nm. 1824 fick fyren sällskap av en liten rund byggnad som innehöll en mistsignal i form av en klocka. Den blev med tiden öns mest fotograferade objekt och förekom närmast som ett varumärke på vykort och liknande. Mistsignalklockan från Pohjoisrivi räddades vid krigsutbrottet till fastlandet och ringer numera som minnesmässa i kapellet vid flottbasen i Obbnäs. År 1922 flyttades lanternan till Porkala fyr som byggdes på Kallbådan och Pohjoisrivi fick en ny automatisk AGA-fyr som drevs med acetylengas. Uppe på berget bredvid, Pohjoiskorkia, byggdes samtidigt år 1807 en liknande fyr som först använde linolja och senare den billigare rovoljan. Fyrmästarbostäderna och lotsstugan bredvid torde också ha uppförts ungefär vid samma tidpunkt.
De båda fyrarna på Hoglands norra udde hade som mest hela åtta anställda, som tillsammans med sina familjer bildade ett litet samhälle för sig. Ljusanordningen moderniserades 1868 och den befintliga ljuskällan som var placerad 117 m över havsytan syntes på ett avstånd av 28 nm vid god sikt, vilket vill säga att den syntes både från Finland och Estland. Efter det andra världskriget byggde sovjetmyndigheterna ett 23 m högt torn i metall på Pohjoiskorkia. Det är målat i rött och vitt och ljuskällan på 132 m höjd syns 26 nm. Samtidigt som vågbrytaren byggdes för att förbättra hamnen i Suurkylä försågs den med en angöringsfyr i änden. Det finns fotografier där den är täckt av ett metertjockt islager.
På sydudden, Lounatrivi, byggdes den första fyren år 1861. Den var byggd i trä och visade ett rött varningsljus. 1906 byggdes ett nytt torn i tegel som var 22 m högt och det försågs med elektrisk ljusbågslampa. I en av byggnaderna som växte upp omkring fanns en generator som drevs av en kultändare (råoljemotor) och i ett annat fanns en ångdriven mistlur. Efter några år fick någon byråkrat syn på de hisnande oljeräkningarna, som var mångdubbelt högre än vad som skulle ha varit fallet om ljuset hade eldats direkt med olja, och år 1918 försågs den därför med Forselles fotogenlampa. Fyren är i dag åter eldriven och visar ett vitt ljus som syns tio nautiska mil.

## Näringar
På Hogland finns nästan ingen åkermark, så praktiskt taget allting måste tas endera från havet eller från fastlandet. Kring byarna fanns tillräckligt med ängsmark för att de flesta hushållen skulle kunna hålla sig med 1-2 kor. Till och med hönsen var fåtaliga. Sedan urminnes tider hade hoglänningarna livnärt sig på fiske och säljakt samt något vrakgods då och då. Fisket skedde ännu in på 1900-talet mest med not, då båtarna var små och havet stort, men småningom skaffade öborna större båtar, först segeljakter och sedan motorbåtar. Statistik från 1934 visar att det fanns cirka 100 båtar i de bägge byarna, av vilka 47 stycken var försedda med motor. Senare fiskade invånarna med drivgarn.
Eftersom öborna var duktiga sjömän fick de lätt anställning ombord på handelsfartyg och som lotsar, och de bedrev även en del blygsam lastsjöfart på egen köl mellan Finland och Estland. Av hävd betalades skatten i långa tider med sältran och saltströmming. Kontanta medel erhölls bland annat genom försäljning av öns välkända sälskinnshandskar. Kullersten för gatubygge var också en god exportartikel. Blygsamma mängder av porfyr såldes också till bildhuggare och som byggnadssten. I övrigt levde samhället mest på naturahushållning.

### Turism
Ett nytt näringsfång uppstod då välbärgade fastlandsbor började söka sig till Hogland för att tillbringa sin fritid. Inledningsvis, i slutet av 1800-talet, kom enstaka familjer som bodde på hyra hos öborna. Några driftiga öbor öppnade kaféer och år 1925 grundade de ett kooperativt andelslag som organiserade övernattningsställena. Kontoret fanns nere vid hamnen. Även Finlands Turistförening såg Hoglands potential och grundade en restaurang i Suurkylä år 1921. Regelbunden båtförbindelse från fastlandet startades 1914 och fartyg avgick två gånger i veckan. Under det första världskriget låg trafiken nere, men från 1920 pilade redan flera ångbåtar efter tidtabell från Kotka, Viborg och Helsingfors. 1927 insatte finska Sjöfartsstyrelsen multifunktionsfartyget S/S Suursaari på 320 t för passagerartransport, men även för att ombesörja postgång och varutransport. Fartyget var isförstärkt och hade möjlighet att bogsera fiskebåtar som hamnat i trångmål. S/S Suursaari fullföljde sitt uppdrag ända tills ön evakuerades. Vid Kappelniemi fanns en fin sandstrand där man hade uppfört badhytter för gästerna. En restaurang med ett kasino byggdes där 1926, men den brann ned 1930. År 1937 byggdes en ny kasino-dansrestaurang i två våningar som hade plats för 350 gäster och den blev mycket populär, både bland fritidsseglare som kom till ön med egen båt och bland sommargästerna.
Den gryende turistnäringen fick dock ett abrupt slut vid krigets utbrott år 1939. Kyrkan förstördes redan under krigshandlingarna, och efter kriget revs de gamla byggnaderna och ersattes med betonghus i vilka öns nya invånare flyttade in. Man kan se på fotografier att något enstaka, ursprungligt hus ännu står kvar i Kiiskinkylä. I Suurkylä finns utöver ruinen av kasinot ett hus som möjligen härstammar från tiden före kriget, och några sinsemellan likartade byggnader har uppförts för att logera den lilla vaktstyrkan. En av dem fungerar nu tidvis som hotell. På en webbplats utannonseras utflykter till ön, men eftersom den ännu är militärt skyddsområde så är utlänningar i allmänhet inte välkomna.